# Editorial Bruno Gmünder
La editorial Bruno Gmünder (Bruno Gmünder Verlag) fue una editorial de Berlín fundada en 1981 por Bruno Gmünder y Christian von Maltzahn con el fin de producir libros para hombres homosexuales, que sirvieran para desarrollar el aplomo y un estilo de vida propio.
Desde 1987 la editorial tuvo presencia internacional y sus títulos se distribuyeron en todo el mundo. A la editorial estuvon asociadas las tiendas Bruno's. En 2006, la empresa tenía su sede en Berlín y unos 100 trabajadores.
El programa incluyó, además de novela y ensayo gay, guías de viaje, fotografía, cómics y diversas revistas. Los títulos más importantes son la serie de guías de viaje Spartacus Travel Guides, con la conocida Spartacus International Gay Guide, la serie de guías de ciudades … von hinten (por atrás), libros de fotografías de Tom Bianchi, Howard Roffman, Bel Ami, Hot House y Steven Underhill, cómics de Joe Phillips y Patrick Fillion, además de la revista de estilo de vida männer y las eróticas dreamboys, Macho y PORN UP!, esta última disponible en tres idiomas.
Autores españoles como Luis Algorri, Dante Bertini y Luis Antonio de Villena han sido publicados en alemán por la editorial Bruno Gmünder. 
Tras declararse en quiebra en 2014, la firma fue reestructurada y recomprada por el abogado Frank Zahn, con Bruno Gmünder como accionista minoritario.
Bruno Gmünder Verlag se disolvió en 2017, pasando la división minorista a manos de Bruno[1] y la división editorial a manos de la editorial Salzgeber & Co Medien GmbH en septiembre de 2018.